# 代継橋停留場
代継橋停留場（よつぎばしていりゅうじょう）は、かつて熊本県熊本市にあった熊本市交通局春竹線に属した電停（廃駅）である。

## 構造
- 代継橋北方（辛島町方面）の傾斜地点に相対式2面2線であった。

## 歴史
- 1959年（昭和34年）4月1日 戦時中に廃止した旧新鍛冶屋町電停を2代目代継橋電停として開設。

※初代電停についてはを本荘中通電停を参照。
- 1970年（昭和45年）5月1日 辛島町 - 南熊本間の全線廃止に伴い当駅も廃駅となる[1]。

## 現在
- 国道3号と代継橋が架かる国道266号がある交差点(の辛島町側の)一部になっている。

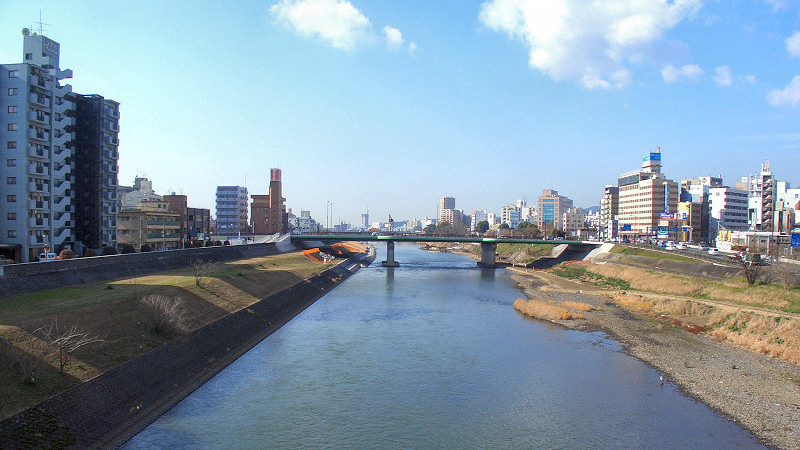
代継橋（2007年1月22日撮影）

## 隣の停留場
熊本市交通局
春竹線
辛島町電停 - 代継橋電停 - 本荘中通電停